# Artilleriregementet (nya)
Artilleriregementet (A 9) var ett artilleriförband inom svenska armén som verkade i olika former åren 2000–2021. Förbandsledningen var förlagd i Bodens garnison i Boden.

## Historia

### Bildandet
År 1636 organiserades allt artilleri i Sverige till Artilleriregementet och 1649 utökades regementet till att omfatta alla artillerienheter i hela dåtidens stormaktssverige, över 50 garnisoner. Redan tidigt visade det sig vara svårt att leda ett regemente med så stor geografisk spridning. Trots detta bestod organisationen till 1794. Den 26 maj 1794 delades Artilleriregementet, via ett beslut i ett kungligt brev, i fyra regementen: Svea (A 1), Göta (A 2), Wendes (A 3) och Finska artilleriregementet. Finland, och därmed Finska artilleriregementet, förlorades till Ryssland 1809. 
År 1811 organiserades Gotlands artilleribeväring som från 1892 blev Gotlands artillerikår (A 7). År 1893 etablerades Norrlands Artilleriregemente (A 4) i Östersund och 1894 organiserades Andra Göta artilleriregemente som efter flytt från Göteborg till Jönköping 1898 blev Smålands artilleriregemente (A 6). År 1910 lokaliserades delar ur Norrlands artilleriregemente (A 4) till Boden och dessa delar blev 1928 Norrbottens artillerikår (A 5). Bodens artilleriregemente (A 8) bildades 1919 genom uppdelning av fästningsartilleriet i Karlsborg och Boden. År 1951 införlivades Norrbottens artillerikår i A 8. Under andra världskrigets sista år organiserades Bergslagens artilleriregemente (A 9) i Kristinehamn. 

### 1974 års regeringsform
I samband med att 1974 års regeringsform trädde i kraft den 1 januari 1975, vilket medförde att prefixet Kungliga ströks framför förbandsnamnen. Det så att ett regementet till exempel enbart namngavs som Svea artilleriregemente istället för Kungl. Svea artilleriregemente. Samtidigt fråntogs Konungen den formella rollen som högste befälhavare för krigsmakten, vilket även kom att gälla rollen som förbandschef över gardesförbanden. Från den 1 januari 1975 blev monarken istället hederschef över gardesförbanden.

### Försvarsbesluten
Artilleriets organisation var som störst i början av 1960-talet, men 1962 kom Göta artilleriregemente (A 2) i Göteborg att avvecklas. Smålands artilleriregemente (A 6) avvecklades 1985 i samband med försvarsbeslutet 1982. Som en följd av försvarsbeslutet 1996 avvecklades Svea artilleriregemente (A 1) i Linköping och Norrlands artilleriregemente (A 4) i Östersund.

### Solitären inom truppslaget
Genom försvarsbeslutet 2000 ansåg regeringen att endast fyra artilleribataljoner behövdes i den framtida insatsorganisationen. Vad som stod helt klart inför försvarsbeslutet var att Wendes artilleriregemente (A 3) och Gotlands artilleriregemente (A 7) skulle avvecklas. Vilket regemente som skulle behållas i den framtida insatsorganisationen stod mellan Norrlands artilleriregemente (A 8) och Bergslagens artilleriregemente (A 9). Det som talade för att behålla A 8, var direkta närheten till övnings- och skjutfält, samt en möjlig garnisonssamordning och samverkan med främst Norrbottens regemente och Norrbottensbrigaden (MekB 19). Det som talade för en avveckling var stora avstånd och begränsade möjligheter att samöva med huvuddelen av markstridskrafterna och skolor för officersutbildning.
Det som talade för att behålla A 9 i Kristinehamn var närheten till Älvdalens skjutfält samt möjligheten till samövning med ett stort antal förband i södra och mellersta Sverige. Men även att Kristinehamn redan utgjorde ett kompetenscentrum för artillerifunktionen genom Artilleriets stridsskola (ArtSS) som redan var lokaliserad till Kristinehamn. Regeringen valde därmed att föreslå en avveckling av Norrlands artilleriregemente (A 8). Men i samma förslag ansåg regeringen att det var viktigt artilleriförbanden även ges vinterförmåga. Därmed skulle en artilleribataljon behållas i Boden, och inordnas under Norrbottens regemente (I 19).
Som enda kvarvarande aktiva regemente inom artilleriet antog Bergslagens artilleriregemente den 1 juli 2000 namnet efter det ursprungliga Artilleriregementet. Stommen inom det nya regementet utgjordes av Bergslagens artilleriregemente och Artilleriets stridsskola (ArtSS). Vid den här tiden utbildades varje år en full artilleribataljon med Haubits 77B. Tre bataljoner utbildades i Kristinehamn, Bergslagens, Svea och Wendes artilleribataljon. 
Den 30 juni avvecklades även Norrlands artilleriregemente (A 8) som ett självständigt förband. Från den 1 juli 2000 inordnandes artilleribataljonen som en utbildningsbataljon i Norrbottens regemente (I 19). Den nya bataljonen antog namnet Norrlands artilleribataljon (Artbat/I 19). Bataljonen bestod av en bataljonsstab, ett artillerikompani och ett stabskompani. Verksamheten vid artilleribataljonen skulle enligt försvarsbeslutet i möjligaste mån vara en spegelbild av Artilleriregementet (A 9) fast i mindre skala. Den nya artilleribataljonen kom att bestå av tolv fordonsdragna Haubits 77B. Bandkanon 1 antogs aldrig i den nya insatsorganisationen, utan började fasas ut och var helt avvecklad 2003.
Genom försvarsbeslutet 2004 beslutades att artilleriregementsstaben skulle avvecklas samt att insatsorganisationen skulle reduceras med tre artilleribataljoner 77B, och att endast en geografisk plats skulle behållas för utbildning av artilleri. I insatsorganisationen skulle en haubitsbataljon 77B vidmakthålls i låg beredskap, samt att haubitsbataljon 77BD organiseras tidigast 2010.
I regeringens avvägning gällande framtidens artilleri, ansåg man att Kristinehamn hade en begränsad verksamhet på en ort. Kristinehamn ansågs således ha begränsade möjligheter till samövning med andra funktioner inom arméstridskrafterna. Gällande Boden ansåg regeringen att den platsen hade en lämpligare infrastruktur och generell kompetens för artilleriutbildning. Vidare var Boden med Norrbottens regemente (I 19) integrerad plattform med utbildning av flera funktioner, samt hade en närhet till Norrbottens flygflottilj (F 21) i Luleå. Vidare ansågs att lokalisera artilleriet till Boden skulle säkra truppslagets subarktisk förmåga. Därmed föreslog regeringen för riksdagen i sin proposition 2004/05:5 att Artilleriregementet skulle omlokaliseras från Kristinehamn till Boden. Vidare skulle artilleribataljonen vid Norrbottens regemente (I 19) avvecklas och inordnas i Artilleriregementet.
Den 31 augusti 2005 lämnade regementsstaben Kristinehamn, detta genom en avslutningsceremoni. Avslutningsceremonin markerade samtidigt slutet för den militära verksamheten i Värmland, då även personal från Försvarsmaktens logistik och Försvarsmaktens sjukvårdscentrum medverkade vid ceremonin. Den kvarvarande verksamheten i Kristinehamn övergick till en avvecklingsorganisation, vilken skulle vara helt avvecklad den 31 december 2005.
Från den 1 september 2005 verkade regementsstaben från Boden. Den 2 september 2005 hölls en ceremoni på regementets nya kasernområde. Syftet med ceremonin var för att markera att ett nytt regemente lokaliserats till Boden, och att det inte var ett gammalt regemente som återuppstått. Den 20 december 2006 marscherade artilleribataljonen symboliskt in på det nya Artilleriregementets kasernområde. Från den 1 januari 2006 överfördes artilleribataljonen från Norrbottens regemente, till att vara en del av Artilleriregementet (A 9) i Boden.

### Truppslagets dubblering
Den 14 maj 2019 överlämnade Försvarsberedningen sin slutrapport till regeringen, där man föreslog hur det militära försvaret skulle utvecklas åren 2021–2025. Försvarsberedningen föreslog bland annat att artilleriutbildning skulle etableras i Kristinehamn och i Villingsberg. Försvarsmakten gjorde en analys av försvarsberedningens slutrapport "Värnkraft", där även Försvarsmakten föreslog att artilleriutbildning skulle utökas. Dock ansåg Försvarsmakten att Skövde garnison med Villingsbergs skjutfält skulle ligga som grund för utbildning av artilleriförband i södra Sverige. Det vill säga Försvarsmakten delade inte Försvarsberedningen syn på att återetablera artilleriet i Kristinehamn. Den 7 juli 2020 meddelade regeringen att man begärde in kompletterande budgetunderlag för 2021 från Försvarsmakten. I uppdraget skulle Försvarsmakten justera budgetunderlaget för 2021, med bland annat att en divisionsartilleribataljon med eldrörsartilleri skulle förläggas från 2021 till Kristinehamn och Villingsberg. Kristinehamn pekades ut som utbildningsort och Villingsberg som skjutfält. Regeringens mål var att etableringen påbörjas i perioden 2021–2025 och nå full kapacitet innan 2030. Den 17 juli 2020 svarade Försvarsmakten på regeringens uppdrag, där man gällande grundorganisationen föreslog att förlägga artilleriutbildningen helt till Villingsberg, framför en delad förläggning med Kristinehamn, då Villingsberg till stora delar redan har en befintlig infrastruktur, skjutfält, förläggningsplatser och utbildningslokaler som kan motsvara utbildningens omfattning. I Kristinehamn föreligger risker kring miljötillstånd avseende skjut- och övningsverksamhet samt att det tidigare garnisonsområdet ägs av privat aktör och därmed används för andra ändamål. I det fall en etablering i Kristinehamn ska genomföras, ansåg Försvarsmakten att ett realiserbart förslag först måste konkretiseras, vilket de själva kan redovisa inför budgetunderlaget 2022.
Inför försvarsbeslutet 2020 presenterade regeringen den 12 oktober 2020 en överenskommelse, gällande att återetablera Bergslagens artilleriregemente i Kristinehamn med Villingsberg som skjutfält. Regeringen angav att Bergslagens artilleriregemente (A 9) i Kristinehamn skulle återetableras för att utbilda två till tre artilleribataljoner för bland annat brigaderna i södra Sverige. Bergslagens artilleriregemente föreslogs av regeringen påbörja återetableringen åren 2021–2025, för att nå full kapacitet under åren 2026–2030. Vidare föreslogs att Artilleriregementet i Boden skulle benämnas Bodens artilleriregemente (A 8).
Senast den 1 mars 2021 skulle Försvarsmakten redovisa myndighetens planering till regeringskansliet (försvarsdepartementet) över återinrättandet av Bergslagens artilleriregemente. Den 26 februari 2021 presenterade Försvarsmakten sitt budgetunderlag för 2022, där Försvarsmakten redovisade sin planering, förberedelser och verksamhet i syfte att kunna återinrätta de av försvarsbeslutet utpekade regementen. Bergslagens artilleriregemente föreslogs etableras från den 1 januari 2025. Vidare föreslog Försvarsmakten att Artilleriregementet (A 9) i Boden, från och med den 1 januari 2022, byter benämning till Bodens artilleriregemente (A 8).
2020 års försvarsbeslut innebar dock att Artilleriregementet delades i två regementen. Det ena återetablerades i Kristinehamn med oförändrat traditionsansvar under det nygamla namnet Bergslagens artilleriregemente (A 9). Det andra regementet återtog namnet Bodens artilleriregemente (A 8) med oförändrat traditionsansvar från det äldre regementet från 1919. Artilleriregementet kom därmed att upplösas den 31 december 2021 och den 1 januari 2022 återetablerades Bodens artilleriregemente.

## Verksamhet
Vid bildandet av Artilleriregementet bestod regementets krigsorganisation av en artilleriregementsstab samt fyra artilleribataljoner. De fyra haubitsbataljoner som regementet utbildade till insatsorganisationen benämndes Svea, Göta, Wendes respektive Norrlands artilleribataljon. Grundutbildningsbataljonen blev traditionsbärare för Bergslagens artilleriregemente och dess benämning således Bergslagsbataljonen. Norrlands artilleribataljon var dock i fredsorganisationen underställd chefen för Norrbottens regemente. Från 2006 bestod Artilleriregementet av regementsstab, artilleribataljonen och Artilleriets stridsskola. Artilleribataljonen utbildade och ledde regementets krigsförband, de två artilleribataljonerna samt ansvarade för all grundutbildning av rekryter. Artilleriets stridsskola utbildar officerare och specialister, utvecklar materiel och metoder samt följer upp indirekt bekämpning inom Försvarsmakten.
Hösten 2019 började Artilleriregementet (A 9) tillsammans med Skaraborgs regemente (P 4) utarbeta ett förslag med att starta upp artilleriutbildning i Skövde garnison, för att sedan flytta till Villingsberg eller Kristinehamn, beroende på vilket riksdagen beslutade om. Våren 2021 tillkom Archer-instruktörer från Boden och sommaren 2021 påbörjades den första artilleriutbildningen av värnpliktiga vid artilleridetachementet i Skövde. Utbildningen av artillerister bedrevs vid det nystartade Noraskogs kompani, med major Daniel Lagrell som chef. Kompaniet bestod av ett reducerat pjäskompani med en pjäspluton samt en stab- och trosspluton om totalt 44 värnpliktiga. Hösten 2021 tillfördes de första Archer-pjäser till artilleridetachementet.

### 91.artilleribataljonen
91. artilleribataljonen (91. artbat) är en markstridsbataljon som organiserades vid Artilleriregementet under åren 2010 och 2014, och består av cirka 350 anställda soldater, övriga kontrakterade. Bataljonen består av fem kompanier: ett stab- och trosskompani, ett sensorkompani och tre pjäskompanier som vardera består av fyra pjäser. Bataljonen kommer successivt tillföras det nya artillerisystemet ARCHER, och kommer att vara specialiserad på indirekt bekämpning med artilleri, granatkastare eller markunderstödsflyg.

### 92.artilleribataljonen
92. artilleribataljonen (92. artbat) är en markstridsbataljon och är likformig med 91. artilleribataljonen, soldaterna kommer att vara kontrakterade, det vill säga tidvis tjänstgörande.

### Artilleriets stridsskola
Artilleriets stridsskola (ArtSS) är en fack- och funktionsskola som verkat i olika former sedan 1942. Artilleriets stridsskola har som uppgift att utbilda officerare och blivande officerare till artilleriet. Vidare har skolan som ansvar för att utbilda, vidmakthålla och utveckla förband och vapensystem inom artilleriet.

## Förläggningar och övningsplatser

### Förläggning
När regementet bildades den 1 juli 2000 övertogs kasernområdet från Bergslagens artilleriregemente, Värmlands regemente, Värmlandsbrigaden i Kristinehamns garnison. I samband med att regementet skulle omlokaliseras till Bodens garnison, hölls en avslutningsceremoni i Kristinehamn den 31 augusti 2005. Den kvarvarande verksamheten i Kristinehamn övergick till en avvecklingsorganisation, vilken skulle vara helt avvecklad den 31 december 2005.
Från den 1 september 2005 verkade regementet från Sveavägen i Boden. Kasernområde som övertogs är ursprungligen uppfört för Norrlands artilleriregementes detachement i Boden (A 4 B). Från 1957 övertogs kasernområdet av Norrlands signalbataljon (S 3), vilka verkade där fram till att det avvecklades den 30 juni 2005. Den 2 september 2005 hölls en ceremoni vid Östra stallet på kasernområdet över det nya regementet i Boden.

### Övningsplatser
Vid bildandet av regementet övertog Artilleriregementet förvaltningen av fyra skjutfält: Faluns skjutfält, Horssjöns skjutfält, Villingsbergs skjutfält och Älvdalens skjutfält; samt två närövningsfält i Kristinehamn respektive Örebro. Efter att regementet omlokaliserats till Boden, överfördes förvaltningsansvaret över Faluns skjutfält, Horssjöns skjutfält, Villingsbergs skjutfält och Älvdalens skjutfält till Skaraborgs regemente (P 4). De två närövningsfälten avvecklades. De övnings- och skjutplatser som regementet övar på i Boden förvaltas av Norrbottens regemente.

## Heraldik och traditioner

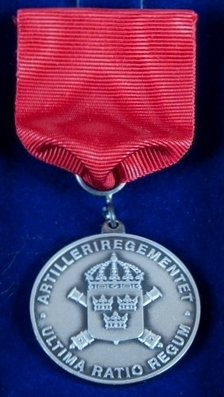
Förtjänstmedalj

Det "nygamla" regementet sökte sina traditioner till det Artilleriregemente som bildades 1636 och delades upp 1794. Regementets heraldiska vapen blev en kombination av lilla riksvapnet (de tre kronorna) och de för artilleriet traditionella korslagda kanonerna. Samma vapen fördes intill 31 december 1997 av Svea artilleriregemente. Regementets förste chef i denna tappning blev överste Anders Carell. 
Artilleriregementet övertog marsch och traditioner från Bergslagens artilleriregemente. Vidare förde regementet Wendes artilleriregemente standar som hedersstandar. Artilleriregementet kom även att föra vidare traditionerna för Svea artilleriregemente (A 1), Wendes artilleriregemente (A 3), Smålands artilleriregemente (A 6) och Gotlands artilleriregemente (A 7). Vidare bevarade regementet minnet av Göta artilleriregemente (A 2) samt Upplands artilleriregemente (A 5).
Sedan 2012 svarar Artilleriregementet i första hand för traditionsarvet för Svea artilleriregemente (A 1), Wendes artilleriregemente (A 3), Norrlands artilleriregemente (A 4), Smålands artilleriregemente (A 6), Gotlands artilleriregemente (A 7) och Bodens artilleriregemente (A 8). I andra hand svarar regementet för Göta artilleriregemente (A 2) och Artilleriets skjutskola (ArtSS).
Artilleriregementet (A 9) har mottot Ultima Ratio Regum - "Konungars yttersta argument" - (och inte "Konungens", vilket ofta felaktigt hävdas) vilket har historiska rötter inom artilleri från Frankrike. Denna latinska fras lär den franske statsmannen Richelieu (1585 - 1642) ha yttrat. Det franska artilleriet graverade sedan detta på kanonerna på order av kung Louis XIV av Frankrike.

### Kamratförening
Vid Artilleriregementet fanns kamratföreningen Bodenartilleristen, vilken är en försvarsmakts ansluten ideell förening och öppen för alla som vill vidmakthålla och utveckla samhörigheten mellan människor med anknytning till det svenska artilleriet, vidare vårdar föreningen förbandets minne och traditioner. Sedan 2022 är kamratföreningen ansluten till Bodens artilleriregemente.

### Utmärkelsetecken
Vid avslutningsceremonin i Kristinehamn instiftades Artilleriregementets minnesmedalj (ArtregMM), vilken tilldelades Artilleriregementets medarbetare i Kristinehamn. Chefen för regementet delar även ut Artilleriets honnörsmedalj (AHM) och Artilleriregementets förtjänstmedalj.

### Årsdag
Regementet har fyra högtidlighetsdagar. Den 26 maj är regementets högtidsdag, detta genom delningen av Artilleriregementet i Svea, Göta, Wendes och Finska artilleriregementet. Vidare har regementet en högtidsmiddag, där man firar minnet av slagen vid Breitenfeldt den 7 september 1631 och Dennewitz den 6 september 1813. Regementets skyddshelgon är Sankta Barbara, vilket firas närmaste fredag före och i anslutning till den 4 december.

## Materiel vid förbandet
I december 2012 lämnade Artilleriregementet ifrån sig de två sista (av totalt 48) Haubits 77B till BAE Systems Bofors. Detta då artilleripjäserna skulle användas till det nya artillerisystemet Artillerisystem 08, eller ARCHER som det även benämns. Från början var det nya systemet planerat att levereras under 2011, för att vara fullt operativt i insatsorganisationen 2012. Dock så blev hela projektet försenat, och de första pjäserna lämnades över av FMV till Artilleriregementet genom en överlämningsceremoni i Boden den 1 februari 2016. Artilleriregementet hade då varit utan egna artilleripjäser i över tre år. Därefter har ytterligare pjäser tillförts, och i början av 2017 beräknas samtliga de 24 artilleripjäser som ursprungligen planerats levererats till regementet.

## Förbandschefer
Regementschefer verksamma vid regementet från den 1 juli 2000.

- 2000–2002: Överste Anders Carell
- 2002–2006: Överste Göran Mårtensson
- 2006–2010: Överste Torbjörn Larsson
- 2007–2008: Överstelöjtnant Thomas Lindell (tf)[23][24][i]
- 2010–2014: Överste Anders Callert
- 2014–2014: Överstelöjtnant Stefan Fredriksson[j]
- 2014–2016: Överste Johan Pekkari[k]
- 2016–2019: Överste Jonas Lotsne[l]
- 2019–2019: Överstelöjtnant Anders Högrell[m]
- 2019–2021: Överste Magnus Ståhl[n]

## Namn, beteckning och förläggning
| Artilleriregementet | 2000-07-01 | – | 2021-12-31 |

| A 9 | 2000-07-01 | – | 2021-12-31 |

| Kristinehamns garnison (F)               | 2000-07-01 | – | 2005-12-31 |
| Bodens garnison (F)                      | 2005-09-01 | – | 2021-12-31 |
| Villingsbergs skjutfält (Ö)              | 2000-07-01 | – | 2006-01-02 |
| Kristinehamns övnings- och skjutfält (Ö) | 2000-07-01 | – | 2006-01-02 |
| Älvdalens skjutfält (Ö)                  | 2000-07-01 | – | 2006-01-02 |
| Faluns skjutfält (Ö)                     | 2000-07-01 | – | 2006-01-02 |
| Horssjöns skjutfält (Ö)                  | 2000-07-01 | – | 2006-01-02 |

## Galleri

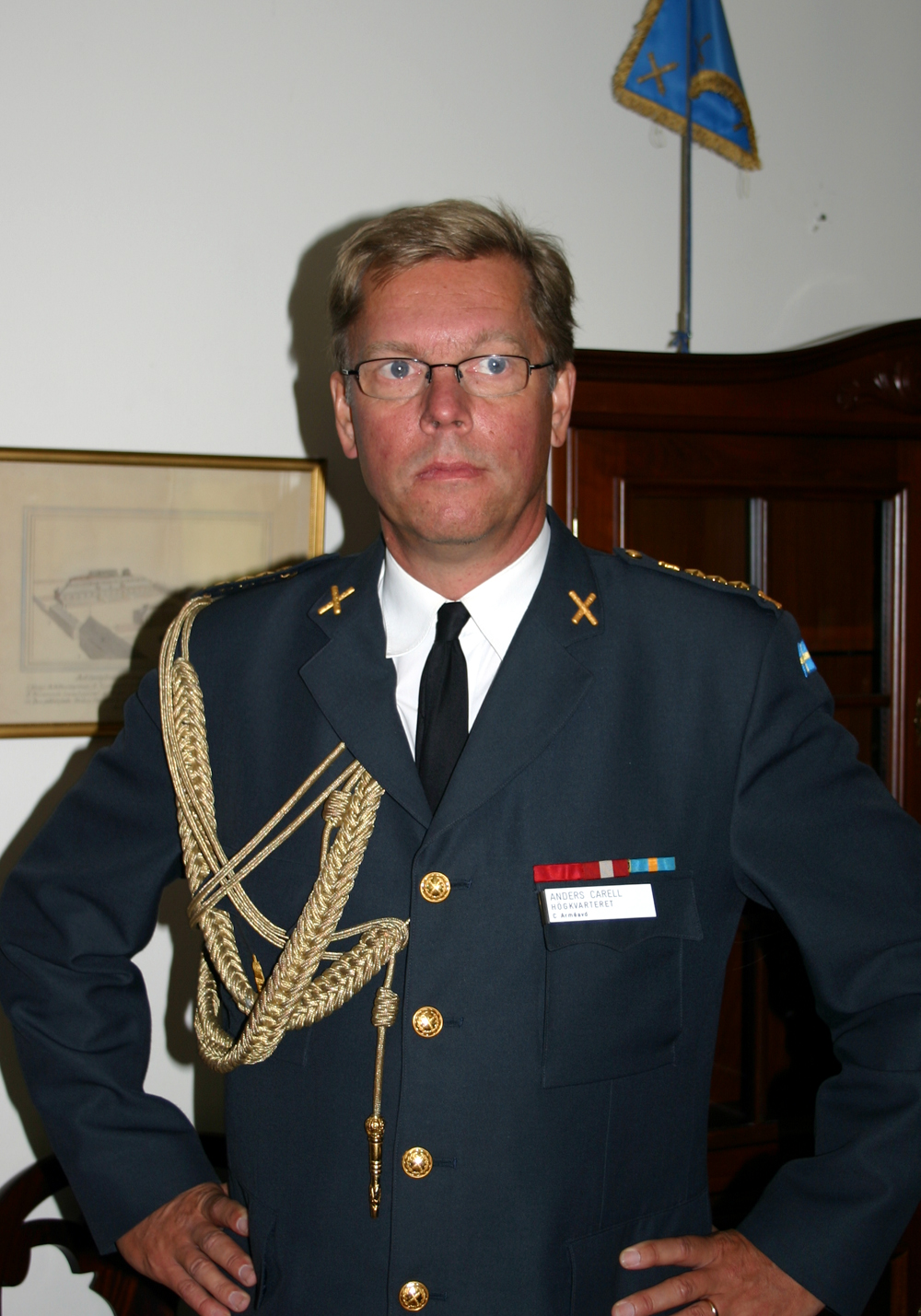
Det nygamla regementets förste chef, Överste Anders Carell.
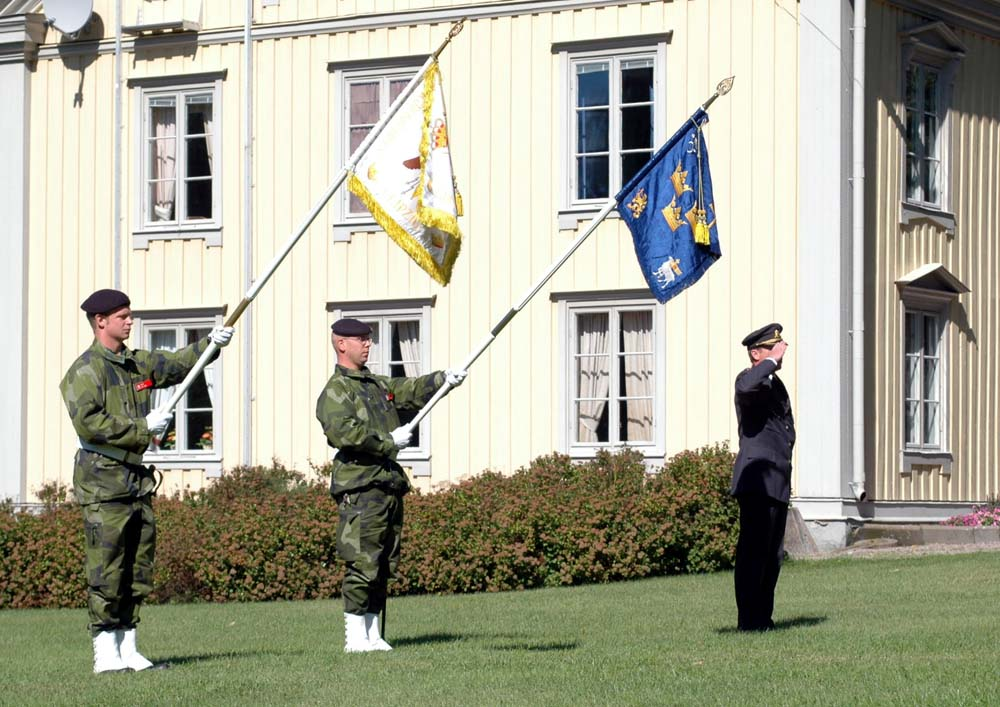
Artilleriregementets standar.
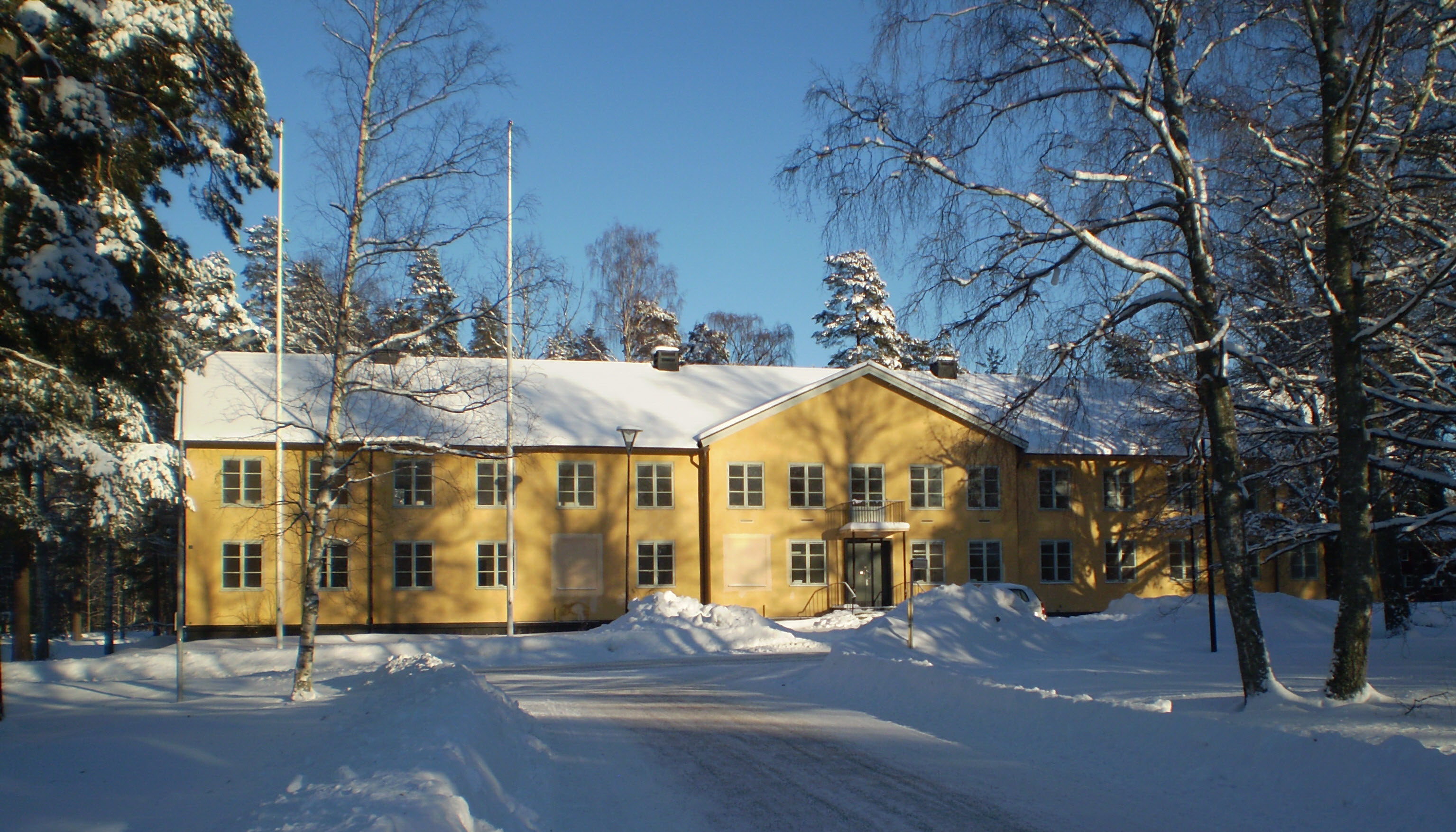
Kanslihuset i Kristinehamn.
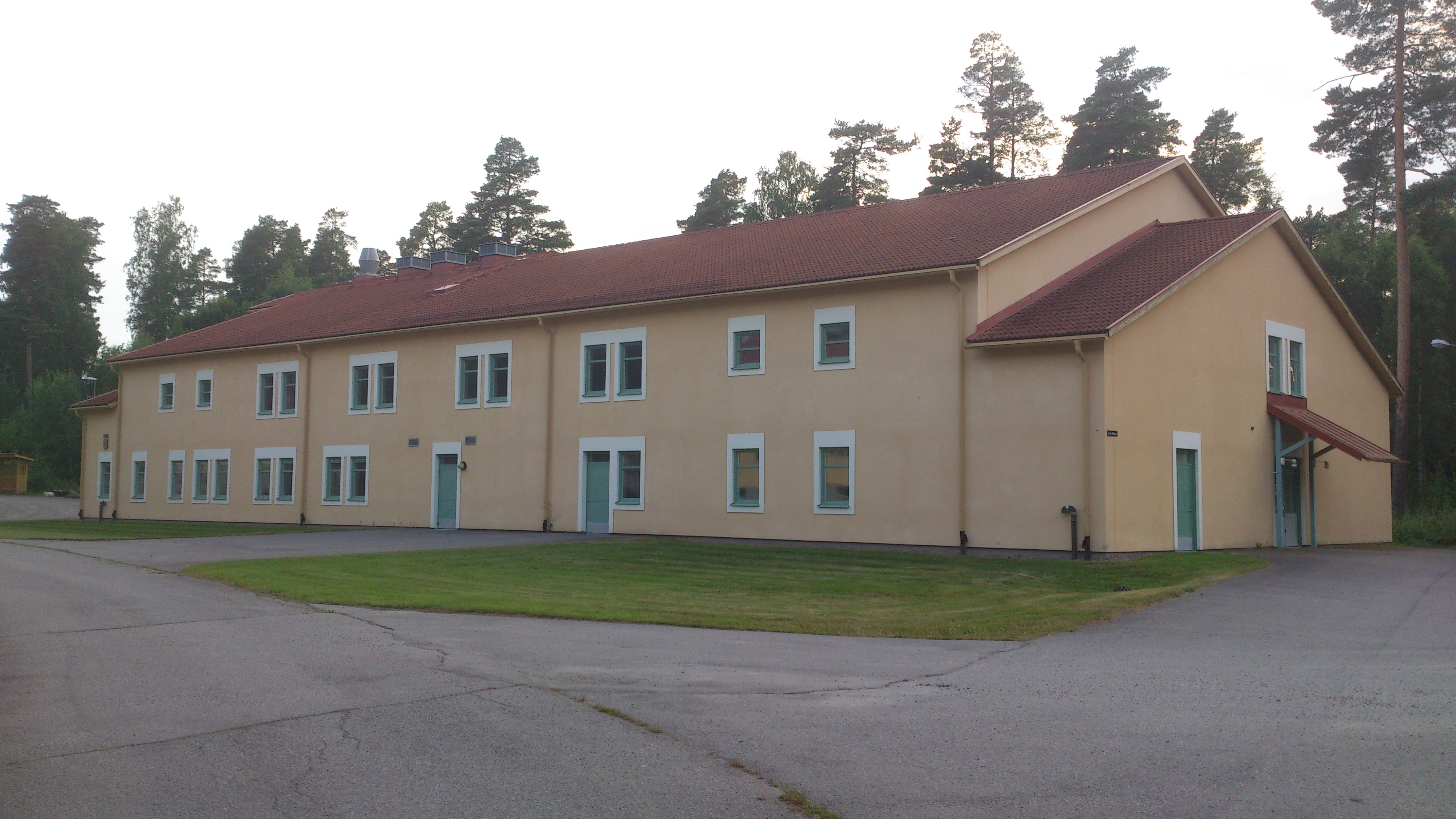
Kasern Eda Skans i Kristinehamn.
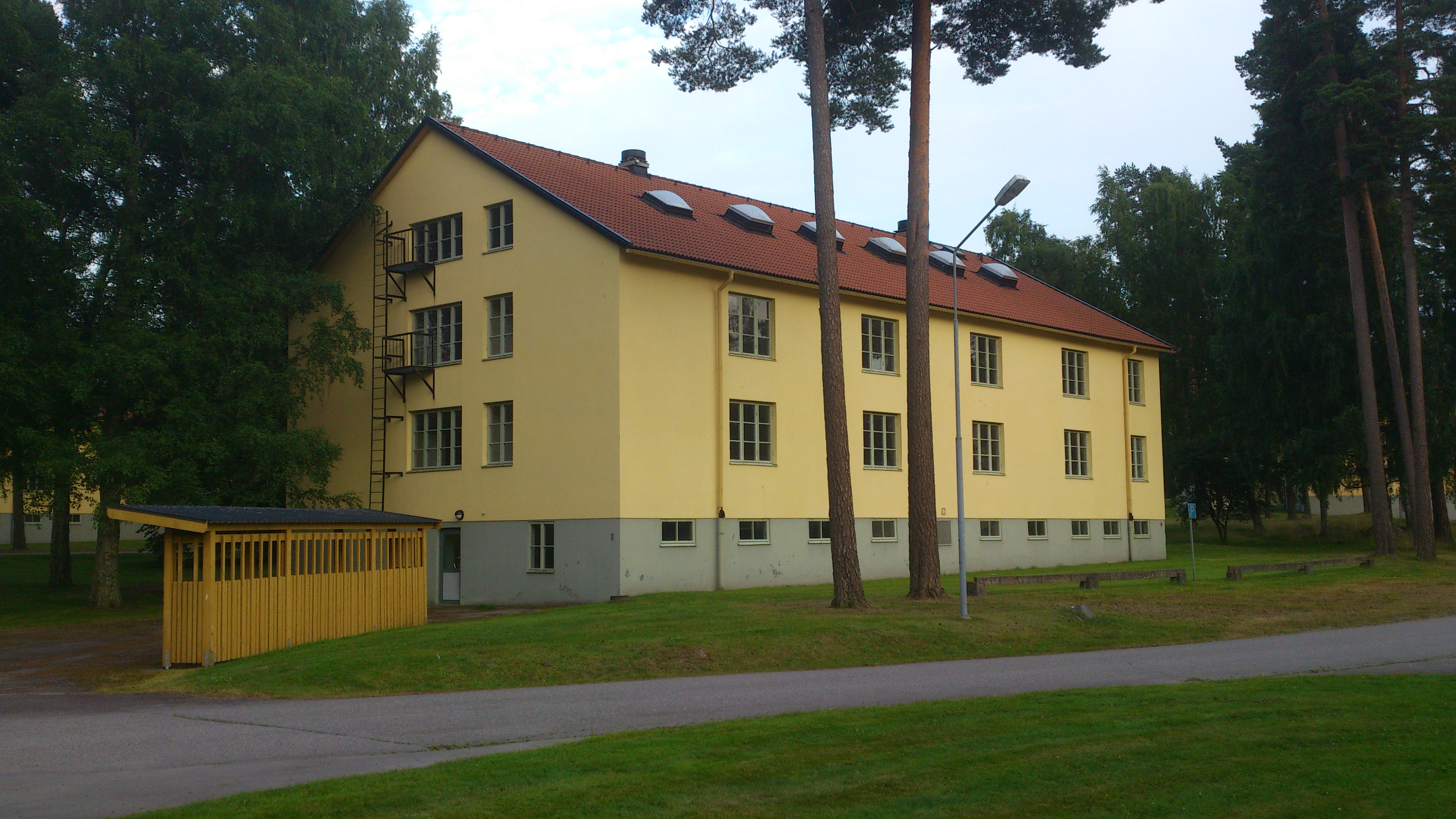
Kasern Ransäter i Kristinehamn.
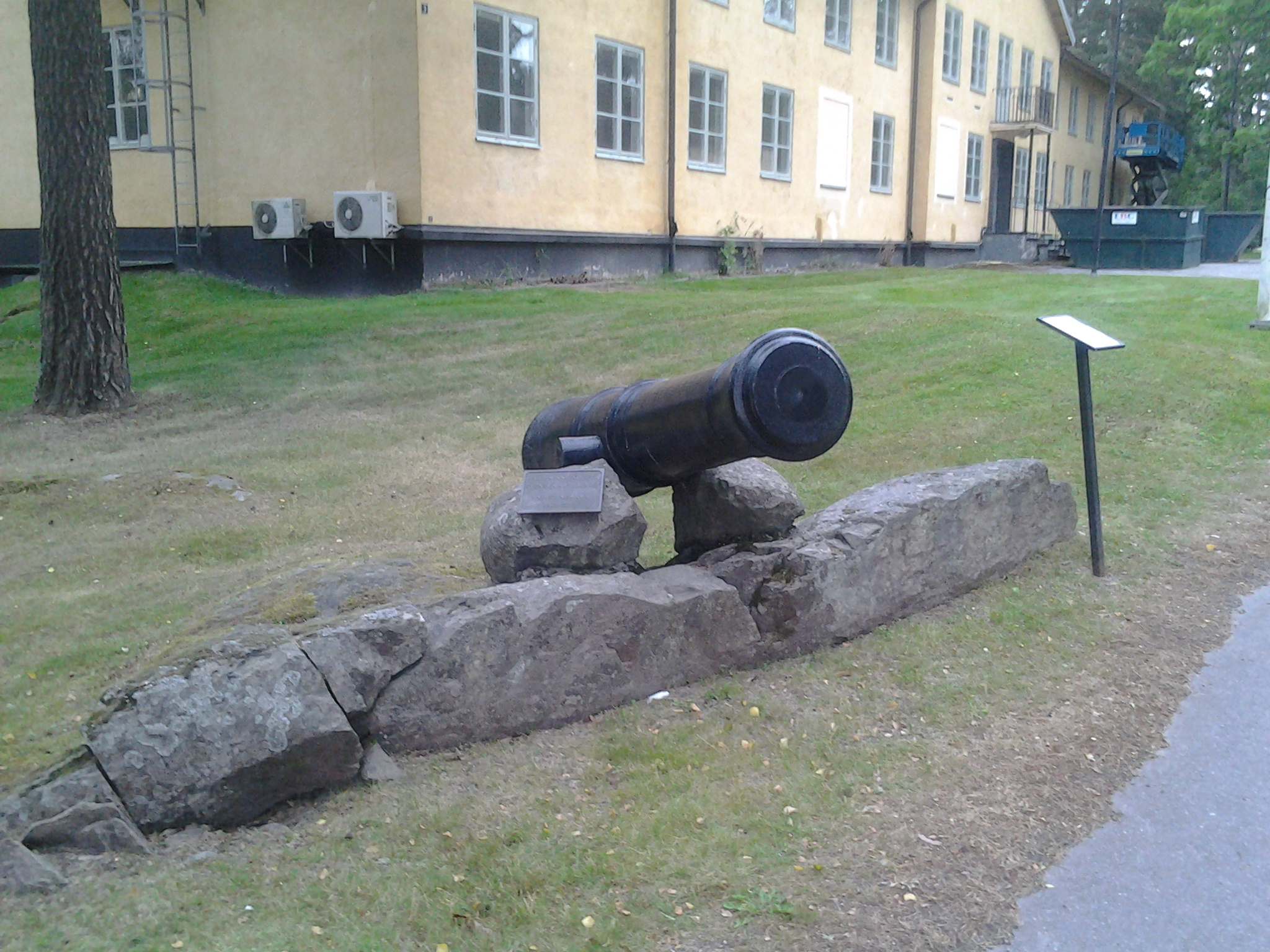
Edakanonen vid kanslihuset, till minne av artilleriet i Kristinehamn.
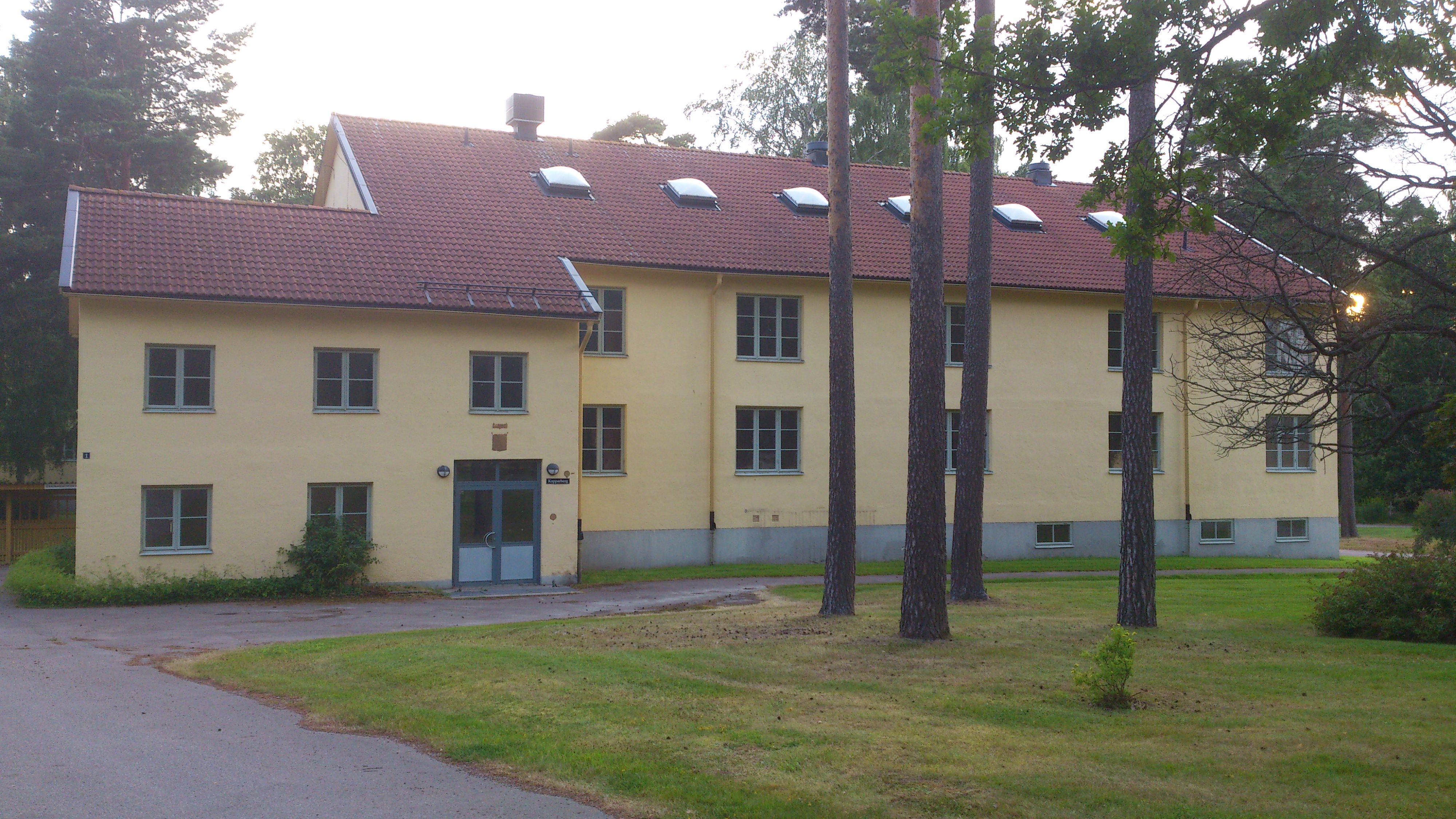
Kasern Kopparberg i Kristinehamn.
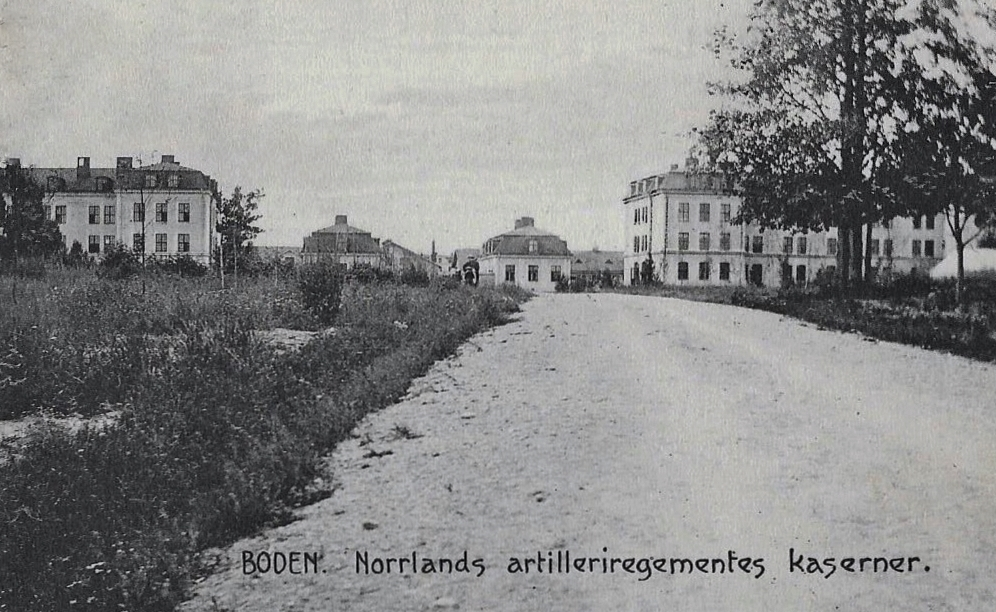
Kasernerna i någon gång mellan 1910 och 1927 sett från Drottninggatan, Boden.
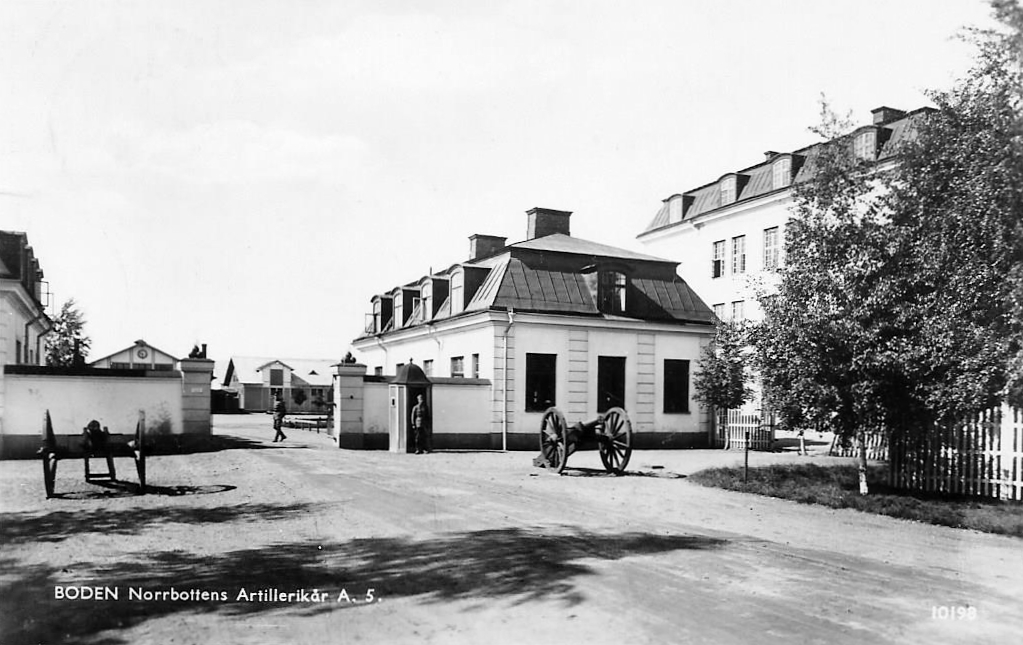
Kasernvakten 1928 vid Sveavägen, Boden.